# Hekimbaşı
Hekimbaşı (osmanisch حكیم باشی) war im Osmanischen Reich bis 1826 der Titel des obersten Arztes des Reiches. Ein Hekimbaşı war nicht nur Gesundheitsminister, sondern auch oberster Leibarzt des Sultans. Seine Praxis war im Topkapı-Palast untergebracht, um dem Sultan, seiner Familie und den Palastangehörigen immer zur Verfügung zu stehen. Allerdings durfte der Hekimbaşı trotz seines Ministerstatus nicht an Sitzungen des Kabinetts teilnehmen.